# Emma Heming-Willis
Emma Heming-Willis (* 18. Juni 1978 als Emma Heming in Malta) ist ein britisch-amerikanisches Model.

## Leben und Karriere
Sie wurde 1978 in Malta geboren und wuchs hauptsächlich in Kalifornien auf, bevor sie mit 18 Jahren nach Paris zog. Ende der 1990er und Anfang der 2000er Jahre war sie mehrfach Covergirl internationaler Ausgaben der Zeitschrift Elle und anderer Magazine wie Glamour. Zudem präsentierte sie die Haute-Couture-Kollektionen von Designern wie Paco Rabanne (1999) oder Emanuel Ungaro (2000) und war auch in Shows von Christian Dior, John Galliano und Victoria’s Secret (2001) zu sehen. Zudem spielte sie kleinere Rollen in einigen Kinofilmen. 
2005 lernte sie den Schauspieler Bruce Willis kennen, mit dem sie 2007 im Film Perfect Stranger spielte. Das Paar heiratete in einer inoffiziellen Zeremonie am 21. März 2009 auf Parrot Cay. Die standesamtliche Trauung wurde sechs Tage später in Beverly Hills vorgenommen. Im April 2012 und im Mai 2014 wurden Heming und Willis Eltern von Töchtern.
2013 war sie die Protagonistin der Kampagne für den Vienna Fashion Award, für die sie das Leben von Kaiserin Sisi reinterpretierte.

## Filmrollen
- 2001: Perfume
- 2007: The Comebacks
- 2007: Perfect Stranger
- 2013: R.E.D. 2